# Bernd Gröne
Bernd Gröne, nacido el 19 de febrero de 1963 en Recklinghausen, es un ciclista alemán ya retirado. Fue medalla de plata en la carrera en línea de los Juegos Olímpicos de Seúl, fue profesional de 1989 a 1995 en las filas del equipo Stuttgart, convertido en el equipo Telekom en 1991. Durante este periodo ganó una etapa de la Vuelta a España 1990 y fue campeón de Alemania en ruta en 1993.
En 2007, en las revelaciones sobre las práctica dopantes en el equipo Telekom, dijo que tenía que enfrentarse a la elección entre tomar EPO y poner fin a su carrera, optando por la segunda alternativa en 1995.

## Palmarés
1986
- 1 etapa del Gran Premio Guillermo Tell
- 1 etapa del Vuelta a la Baja Sajonia

1988
- Gran Premio della Liberazione
- 2.º en los Juegos Olímpicos en línea

1990
- 1 etapa de la Vuelta a España

1993
- Campeonato de Alemania en Ruta

## Resultados en las grandes vueltas

### Tour de Francia
- 1992 : abandono

### Vuelta a España
- 1990 : 121.º

### Giro de Italia
- 1992 : 144.º